# Stopalnica
Stopalnice (latinsko ossa metatarsi) so kosti v stopalu in jih je pet. Po obliki so dolge kosti in imajo telo in dve epifizi. Proksimalno je baza, distalno pa je glava (caput). Najdebelejša je prva stopalna kost, ki prenaša polovico pritiskov na stopalu. Peta stopalna kost ima ob strani izrazito tipljivo grčevino.